# 2581 Radegast
2581 Radegast (1980 VX) là một tiểu hành tinh vành đai chính được phát hiện ngày 11 tháng 11 năm 1980 bởi Z. Vavrova ở Klet.